# Anuppur
Anuppur ist eine Stadt im indischen Bundesstaat Madhya Pradesh. Die Stadt liegt im Ostteil des Bundesstaates und in der Nähe des geografischen Zentrums Indiens.
Die Stadt ist der Verwaltungssitz des gleichnamigen Distrikts Anuppur. Anuppur hat den Status einer Municipality. Die Stadt ist in 15 Wards gegliedert. Sie hatte am Stichtag der Volkszählung 2011 19.899 Einwohner, von denen 10.412 Männer und 9.487 Frauen waren. Hindus bilden mit einem Anteil von über 88 % die Mehrheit der Bevölkerung in der Stadt. Die Alphabetisierungsrate lag 2011 bei 84,58 % und damit deutlich über dem nationalen Durchschnitt.
Die Bahnhof von Anuppur verbindet die Stadt mit dem Rest des Landes. Die Station ist Teil der South East Central Railway Zone der Indian Railways.